# Werneria submontana
Werneria submontana é uma espécie de anfíbio anuro da família Bufonidae. É endémica dos Camarões. A UICN classificou-a como em perigo de extinção.